# Henri Biancheri
Pour les articles homonymes, voir Biancheri.
Henri Biancheri, né le 30 juillet 1932 à Marseille et mort à Monaco le 1er décembre 2019, est un joueur puis directeur sportif de football français naturalisé monégasque.

## Biographie
Henri Biancheri est recruté dès l'été 1950 par le FC Sochaux-Montbéliard dans le cadre de l'opération Lionceaux avant de devenir professionnel un an plus tard.
Ancien joueur de Monaco, il compte deux sélections en équipe de France A en 1960. Après sa carrière de joueur, il fut pendant de longues années directeur sportif à l'AS Monaco. En 2005, mis à la porte du club monégasque, il signe un contrat d'un an renouvelable une fois avec l'Olympique de Marseille pour un poste de recruteur, qu'il quitte en juin 2006.

## Palmarès de joueur
- Champion de France en 1961 et 1963 avec Monaco
- Vainqueur de la Coupe de France en 1960 et 1963 avec Monaco
- Finaliste de la Coupe de France en 1957 avec Angers